# Affair in Havana
Affair in Havana és una pel·lícula estatunidenca dirigida per László Benedek, estrenada el 1957.

## Argument
Nick Douglas, un pianista nord-americà que treballa al restaurant d'un hotel a l'Havana, és convidat a asseure's a la taula de Mal Mallabee, un magnat compatriota seu confinat en una cadira de rodes a causa d'un accident de navegació provocat per Lorna, la seva esposa. Nick és l'amant de Lorna, i Mallabee, que va contractar un detectiu privat, ho sap. Quan Lorna demana el divorci, Mallabee l'amenaça de retirar-li qualsevol ajut econòmic. Entre la parella comença un estrany joc de poder que desemboca en assassinat.

## Crítica
En aquest drama de suspens, els problemes comencen quan la dona d'un esguerrat propietari de plantacions es prepara per marxar amb el seu amant. Només que abans que ho faci, el seu marit malalt li diu que només viurà uns quants mesos més, i si roman amb ell heretarà 20 milions de dòlars. Llavors deixa el seu amant i torna amb el seu marit. El temps passa i ell encara és viu. Creix la impaciència i empeny el seu marit i la seva cadira de rodes a la piscina i aconsegueix els seus diners. Després, assassina un criat, però al final un altre dels criats del seu marit venja la seva mort i mata la muller. Mentrestant, l'amant retorna al bar on va conèixer la dona. La pel·lícula es va rodar en l'opulenta l'Havana, a Cuba abans de la pujada de Castro al poder.

## Repartiment
- John Cassavetes: Nick
- Raymond Burr: Mallabee
- Sara Shane: Lorna
- Lilia Lazo: Fina
- Sergio Pena: Valdes
- Celia Cruz: Cantant
- José Antonio Rivero: Rivero
- Miguel Ángel Blanco: Capità de policia